# J-Lay

Processus de pose de canalisations : procédés S-Lay pour des profondeurs d'eau faibles et moyennes et procédés J-Lay pour de grandes profondeurs d'eau

Le système J-Lay est un procédé spécial de pose de canalisations ou pipelines dans des plans d'eau à l'aide d'un navire poseur de canalisations spécialement équipés d'une tour inclinable. Le nom de ce processus de pose est basé sur la forme de J que prend la canalisation la pose (en anglais Lay (ing)).

## Technique
La méthode J-Lay est principalement utilisée dans les eaux profondes et très profondes. Avec les équipements disponibles aujourd'hui, des profondeurs allant jusqu'à 3 000 m et des distances de pose allant jusqu'à 4 000 m par jour peuvent être atteintes. À faible profondeur, la méthode S-Lay est généralement utilisée, le record de profondeur actuel de 2 775 m étant atteint avec le Solitaire en S-Lay .

## Méthode de pose
Pendant l'opération de pose, les segments de canalisation pivotent généralement automatiquement de la position horizontale à la position verticale (quelque peu inclinée) dans la tour J-Lay. Les pièces de canalisation individuelles ou segments préfabriqués, qui peuvent être constitués de jusqu'à quatre pièces individuelles et atteindre ensuite une longueur allant jusqu'à 48,8 m, sont soudées ensemble dans la tour J-Lay. Le cordon de soudure reçoit ensuite un revêtement en plastique pour améliorer la protection contre la corrosion.
Après le revêtement, le segment de pipeline continuera à être abaissé au fur et à mesure que le navire avance. Le début (obturé) du pipeline est soit tiré par un remorqueur dans le sens contraire de la pose, soit simplement posé sur le fond.

## Exemple de pose
- Un pipeline de 24 pouces a été posé pour le gazoduc Blue Stream en mer Noire depuis le navire Saipem 7000 en utilisant la méthode J-Lay à une profondeur allant jusqu'à 2 150 m.
- Le record a été battu en 2005 par le navire-grue semi-submersible DCV Balder lorsqu'il a posé des parties d'un pipeline à une profondeur de 2 200 m dans le cadre du projet Mardi Gras dans le golfe du Mexique.
- La pose de certaines parties du pipeline Langeled, le plus long gazoduc sous-marin du monde, pour développer le champ gazier d'Ormen-Lange en mer du Nord a également été largement réalisée avec le J-Lay.

## Galerie

Système S et J
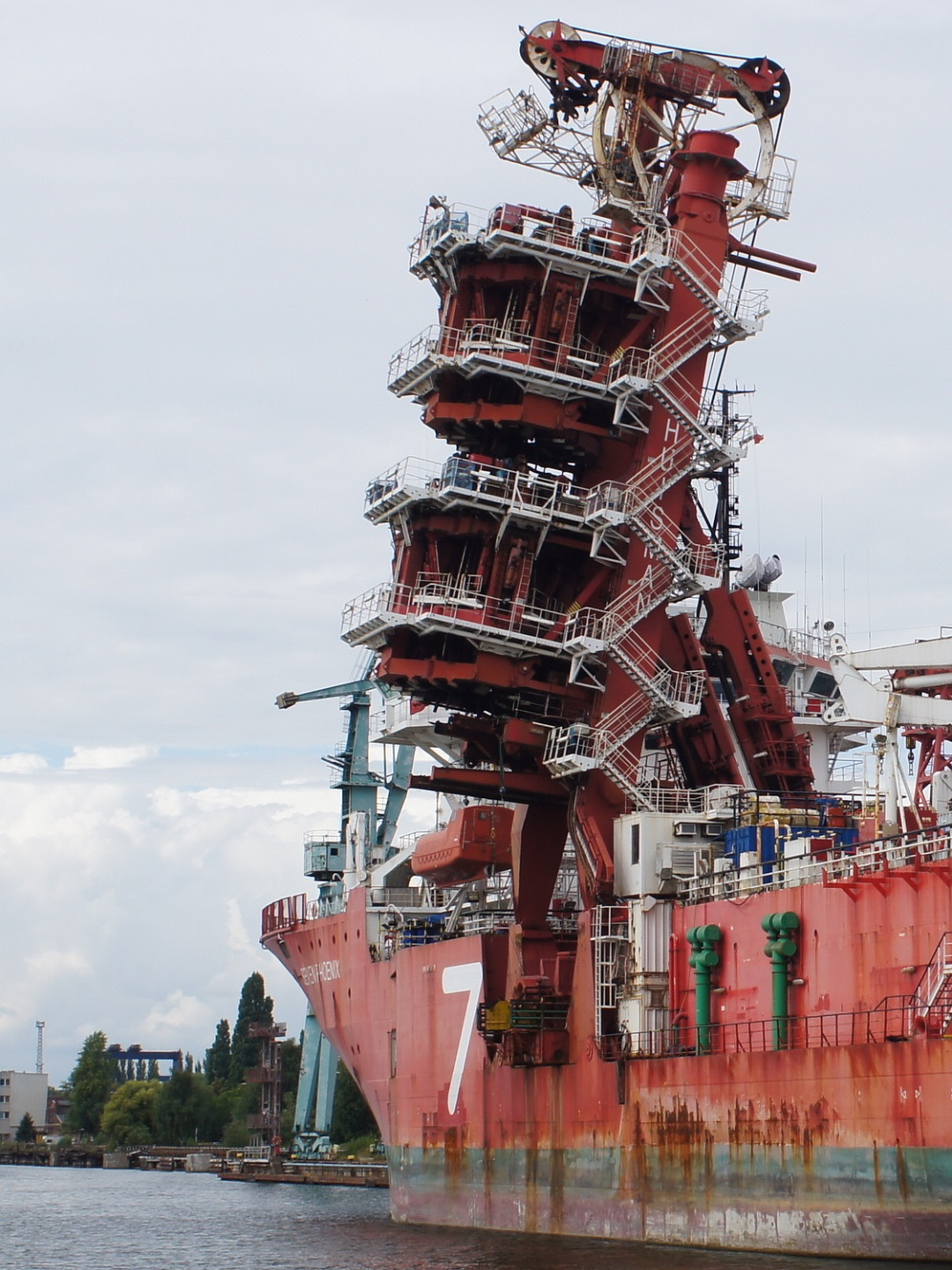
Tour inclinable du Seven Phoenix
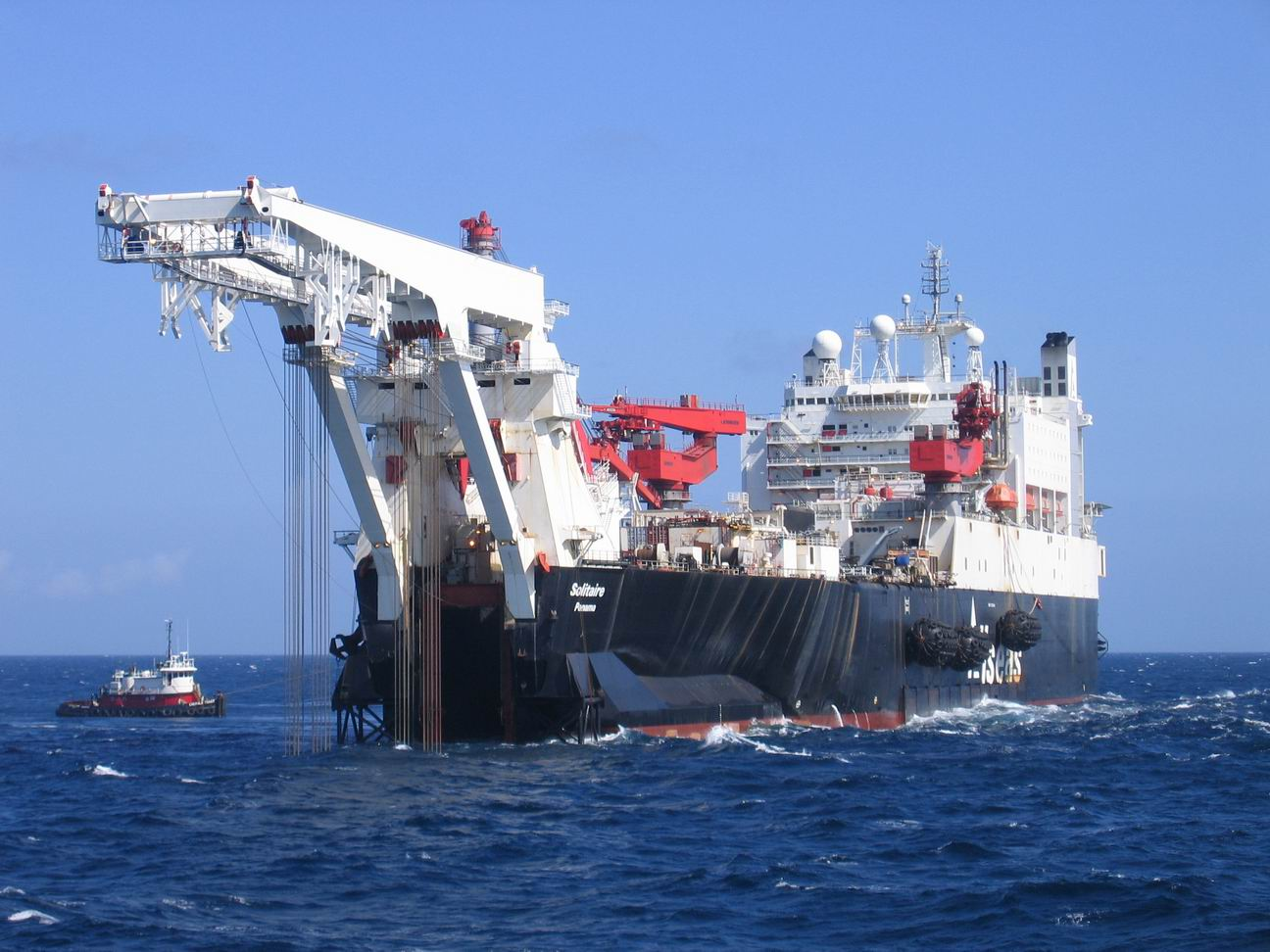
Le navire poseur de canalisations Solitaire
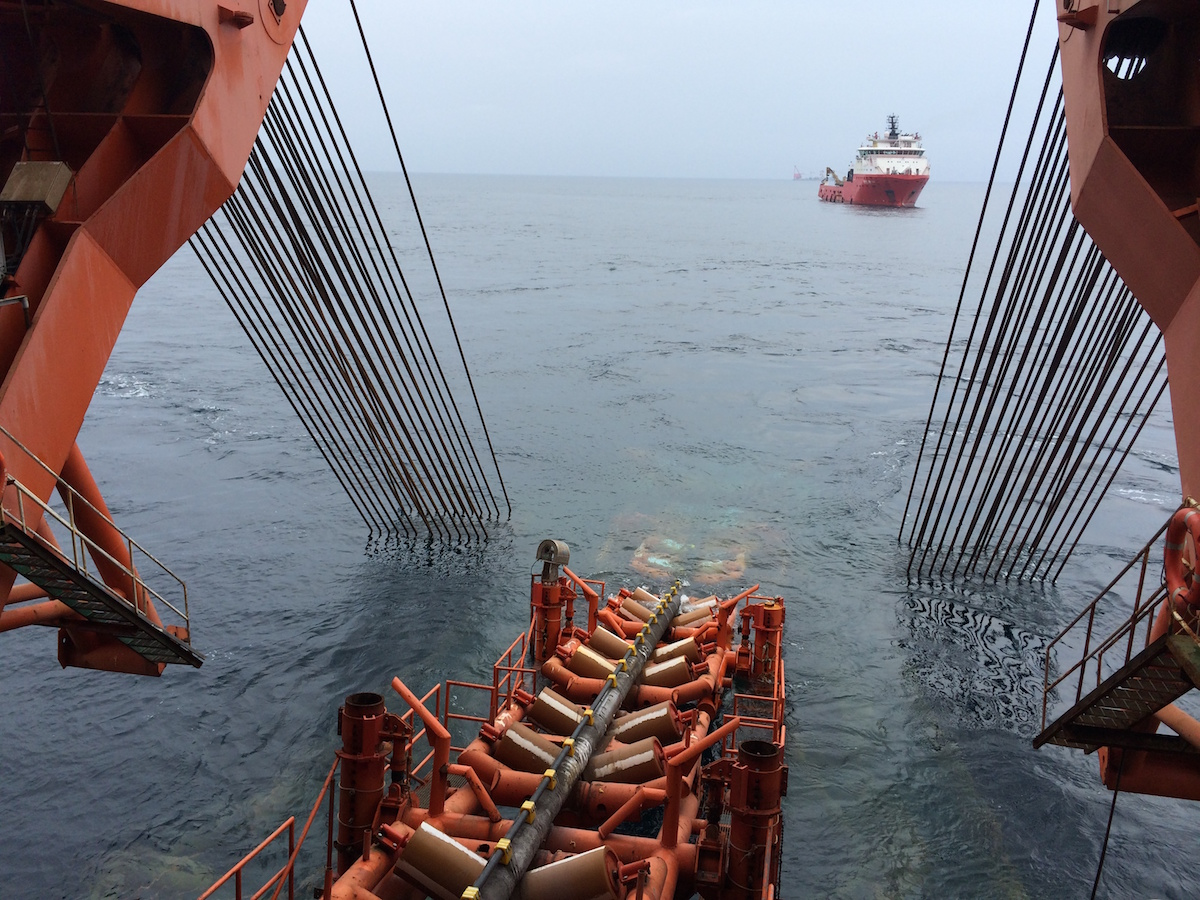
Pose d'un pipeline